# Hospital Universitario Joan XXIII
El Hospital Universitario Joan XXIII es un centro sanitario de la ciudad de Tarragona, dependiente del Departamento de Salud de la Generalidad de Cataluña, inaugurado en 1967 y reformado en 2008.
Está situado en el extremo oeste de la ciudad, ocupa un terreno de más de 25 000 metros cuadrados es el hospital más grande de toda la provincia de Tarragona.
Este hospital, denominado inicialmente Residencia sanitaria de la Seguridad Social Juan XXIII, fue construido a instancias del Instituto Nacional de Previsión (actualmente reconvertido en Instituto Nacional de la Seguridad Social, INSS) con proyecto dirigido por el arquitecto Zacarías Malumbres Oteiza, que realizó un hospital prácticamente gemelo en Ciudad Real capital.

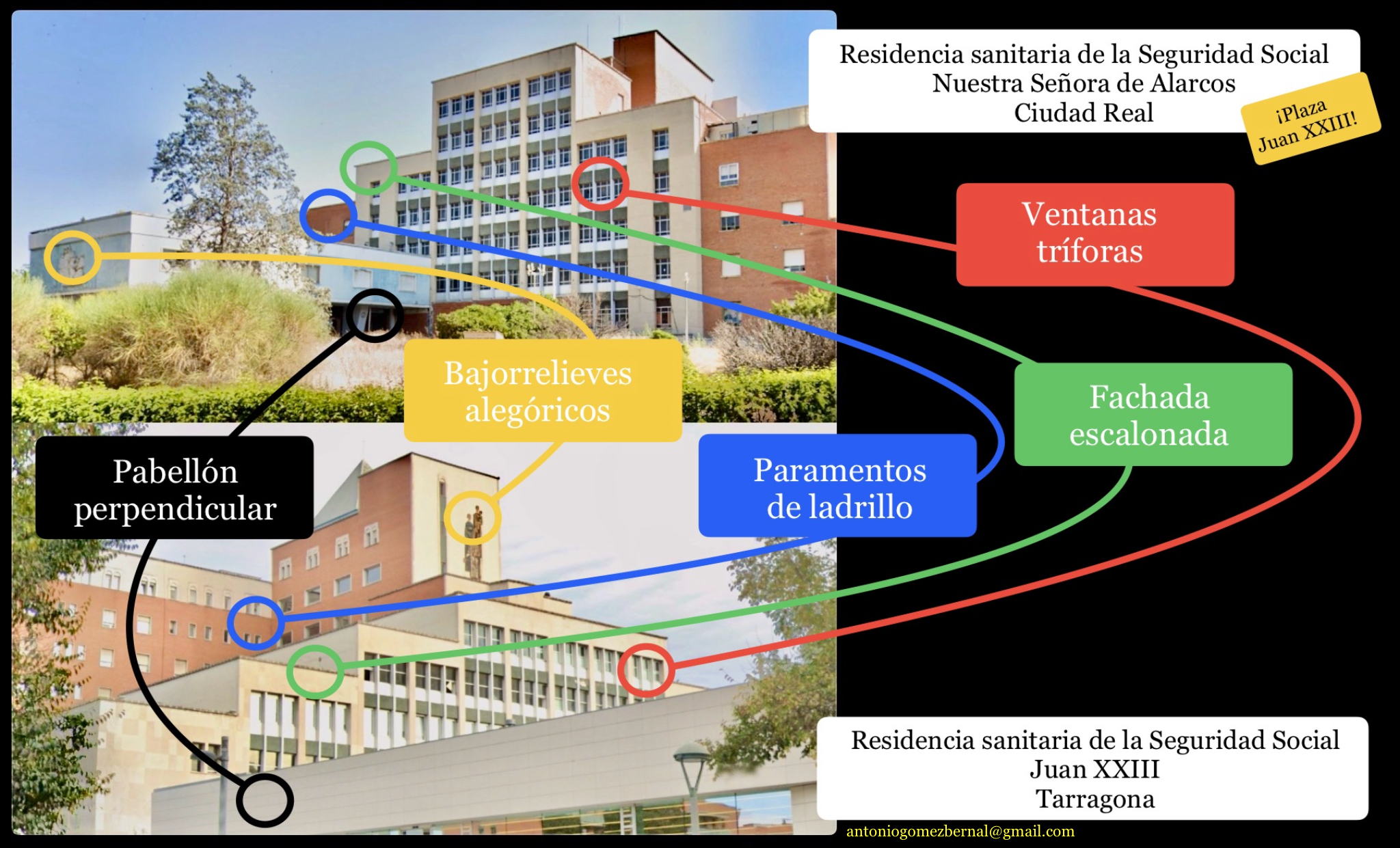
Explicación de detalles constructivos y decorativos comparados entre residencias sanitarias de la Seguridad Social de Ciudad Real y Tarragona

## Servicios
Alergología, Anatomía Patológica, Anestesiología y Reanimación, Banco de Sangre, Bloque Quirúrgico, Cardiología, Cirugía General y del Aparato Digestivo, Cirugía Maxilofacial, Cirugía Ortopédica, Cirugía Pediátrica, Cirugía Torácica, Cirugía Vascular y Angiología, Clínica del Dolor, Dermatología, Diagnóstico por imágenes, Endocrinología y Nutrición, Farmacia, Ginecología y Obstetricia, Hematología, Laboratorio Clínico, Medicina Física y Rehabilitación, Medicina Intensiva, Medicina Interna, Medicina Preventiva, Nefrología, Neurocirugía, Neurofisiología, Oftalmología, Otorrinolaringología, Pediatría, Psiquiatría, Reumatología, Urología, UCI y Urgencias y traumatología.

## Docencia
El Hospital está vinculado a la Universidad Rovira i Virgili desde 1992 y acoge alumnado de las facultades de Medicina, Psicología y las Escuelas de Enfermería, Fisioterapia y Trabajo Social.

## Transporte
Las líneas 8,22,23 y 54 de la Empresa Municipal de Transportes de Tarragona conectan el hospital con el resto de la ciudad.